# Seriphus politus
Seriphus politus es una especie de pez de la familia Sciaenidae en el orden de los Perciformes.

## Morfología
• Los machos pueden llegar alcanzar los 30 cm de longitud total.

## Alimentación
Come  camarones, gusanos marinos y peces hueso.

## Depredadores
En los Estados Unidos es depredado por Zalophus californianus .

## Hábitat
Es un pezde mar de clima subtropical y demersal que vive entre 1-21 m de profundidad.

## Distribución geográfica
Se encuentra en el Pacífico oriental: desde la Columbia Británica (el Canadá) y Yaquina Bay (Oregón, los Estados Unidos) hasta al sur de la Baja California (México ).

## Observaciones
Es inofensivo para los humanos.